# Georges Moustaki
Yossef Mustacchi, cunoscut ca Georges Moustaki (greacă Ζορζ Μουστακί; n. 3 mai 1934, Alexandria, Egipt – d. 23 mai 2013, Nisa, Franța), a fost un cântăreț-autor francez, evreu născut în Egipt, care s-a remarcat în domeniul șansonului.
Sutele de cântece ale sale, de factură romantică se disting prin ritmul lor poetic și printr-o simplitate elocventă. A scris cântece pentru Édith Piaf (inclusiv „Milord”), Dalida (inclusiv „Gigi l'amoroso”), Françoise Hardy, Barbara, Brigitte Fontaine, Herbert Pagani, France Gall, Cindy Daniel.

## Biografie
Yossef (Joseph) Moustacchi s-a născut la Alexandria ca fiu al lui Nissim Moustacchi și al soției sale, Sara, evrei sefarzi greco-italieni din insula Corfu,care se stabiliseră în Egipt. Familia sa avea rădăcini în Asia Mică, în insulele Zakinthos și Corfu și la Ioannina.
Părinții săi au deschis o librărie la Alexandria, care, la vremea respectivă, era un oraș cosmopolit, unde trăiau, în afara majorității arabe, însemnate și comunități de greci, italieni, evrei și diverse alte neamuri și confesiuni. În casa părintească Moustaki a vorbit italiana, folosea araba cu copiii din vecinătate cu care se juca, iar la școala unde fusese înscris limba de predare era franceza. 
În anul 1951 Moustaki a ajuns la Paris și și-a schimbat numele în Georges, din admirație pentru Georges Brassens. Influențat de Brassens, Moustaki a început să scrie și să compună cântece, câteva din ele pentru Henri Salvador. 
În 1958 Moustaki a întâlnit pentru întâia oară pe renumita cântăreață Edith Piaf, aflată atunci, la 43 ani, la culmea carierei ei muzicale. Între Piaf și tânărul Moustaki de 24 ani s-a înfiripat un roman, iar un cântec ale cărui versuri le-a scris, „Milord”, a devenit unul din cele mai vestite șlagăre ale solistei. Cei doi au fost răniți la un moment dat într-un accident de circulație, traumatism care a dăunat mult sănătății fragile a lui Edith Piaf, care avea să moară 5 ani mai târziu.
Cariera lui Moustaki ca solist vocal a luat aripi în anul 1966, când primul său album, Le Metèque, s-a bucurat de un succes imediat. În anii ce au urmat Moustaki a continuat o activitate deosebit de prodigioasă, înregistrând zeci de discuri, din care multe s-au bucurat de succes. Pe deasupra a scris și publicat câteva cărți și a scris muzica la mai multe filme.

## Discografie

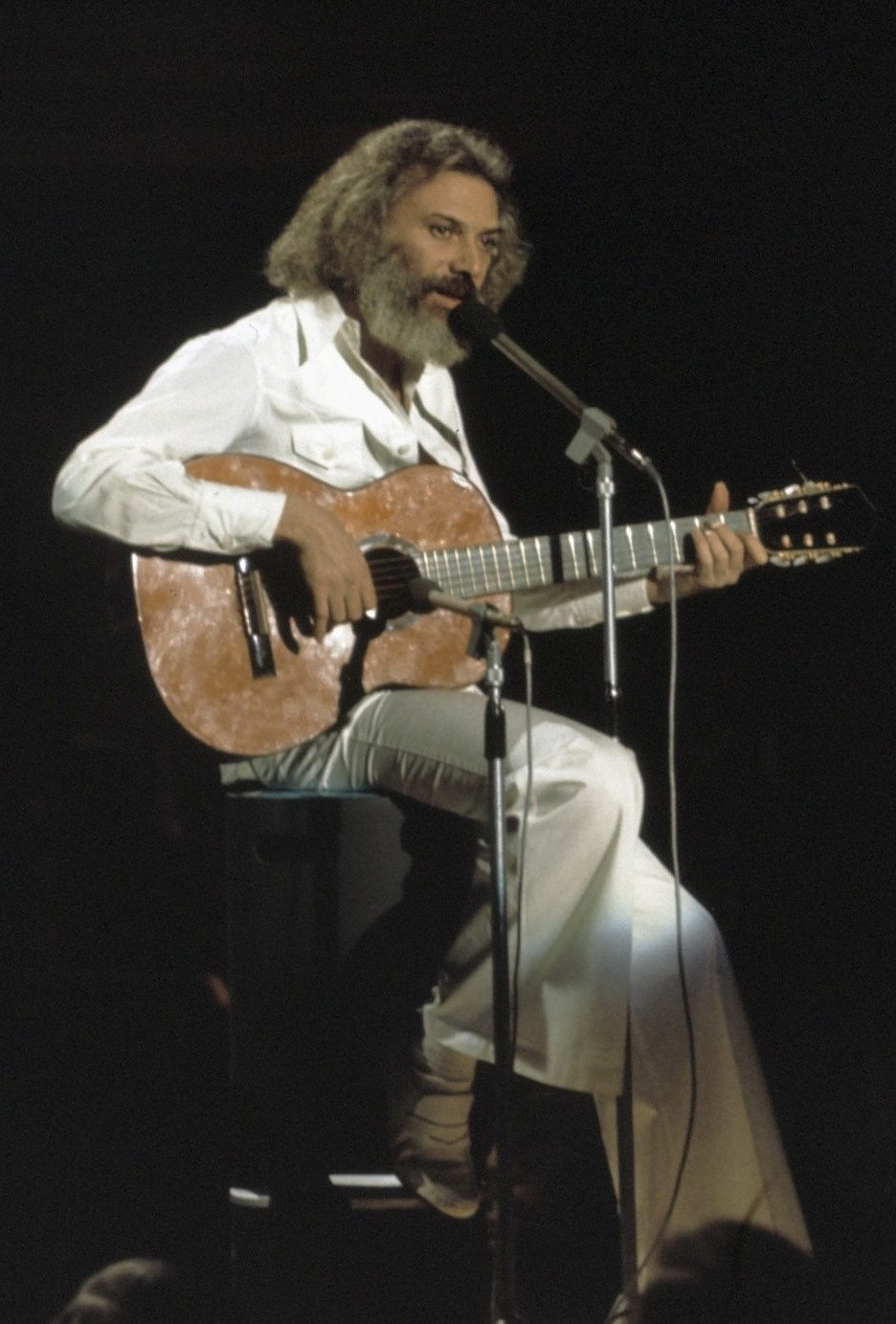
Georges Moustaki în 1974

- 17 ans
- Adolescence
- Alexandrie
- Amandes
- Aphorisme
- As-tu brisé un coeur ?
- Ave Maria
- Bahia
- Balance
- Ballade en fumée
- Ballade pour cinq instruments
- Ballade de nulle part
- Blessure
- Blue jeans blues
- Boucle d'oreille
- Bye bye Bahia
- Bye bye Bahia
- Chanson
- Calix Bento
- Cantique
- Ce soir mon amour
- C'est là
- Chanson cri
- Chanson de Patsy
- Chanson du mois de juin
- Chanson pour elle
- Chansons
- Chante ta nostalgie
- Chanter tout haut
- Chaque instant est une vie
- Dans mon Hamac
- Danse
- De Shanghai à Bangkok
- Déclaration
- Donne du rhum à ton homme
- Eden Blues
- Eldorado
- En Méditérranée
- En voyage
- Et pourtant dans le monde
- Flamenco des Flandres
- Gardez vos filles
- Gaspard
- Gestes
- Grand-pere
- Heureusement qu'il y a de l'herbe
- Hiroshima
- Il faudra mourir un jour
- Il est trop tard
- Il y avait un jardin
- Images
- J'ai vu des rois serviles
- Je m'appelle Daisy
- Je ne sais pas où tu commences
- Je suis un autre
- Joseph
- Kaimos (în engleză)
- Kaimos (în greacă)
- La carte du tendre
- L'acteur
- La dame brune
- La ligne droite
- La philosophie
- La pierre
- La Pinzutu
- L'eau, de l'eau
- Le facteur
- Le maraudeur
- Le mauvais larron
- Le métèque
- Le passager clandestin
- Le petit homme et le grand homme
- Le temps de vivre
- Les amandes
- Les amours finissent un jour
- Les eaux de mars
- Les enfants d'hier
- Les amis
- Les marchands
- Les musiciens
- Les orgues de barbarie
- Les orteils au soleil
- L'homme au coeur blessé
- L'île habitée
- Ma liberté
- Marteau d'or
- Ma solitude
- Marche de Sacco et Vanzetti
- Matin
- Mendiant
- Milord (pentru Édith Piaf)
- Mon île de France
- Nous n'étions pas pareils
- Où mènent ces routes?
- Pourquoi mon Dieu?
- Requiem pour n'importe qui
- Reveline
- Rien n'a changé
- Sans la nommer
- Sarah
- Tu m'attendais
- Un jour tu es parti
- Votre fille a vingt ans
- Voyage